# Malaysian Open 2012
BMW Malaysian Open 2012 — жіночий тенісний турнір, що проходив на відкритих кортах з твердим покриттям. Це був 3-й за ліком Malaysian Open. Належав до категорії International у рамках Туру WTA 2012. Відбувся в Bukit Kiara Equestrian and Country Resort. Тривав з 27 лютого до 4 березня. Сє Шувей здобула титул в одиночному розряді.

## Учасниці основної сітки в одиночному розряді

### Сіяні учасниці
| Країна          | Гравчиня           | Рейтинг1 | Сіяна |
| --------------- | ------------------ | -------- | ----- |
| Польща          | Агнешка Радванська | 6        | 1     |
| Сербія          | Єлена Янкович      | 14       | 2     |
| КНР             | Пен Шуай           | 17       | 3     |
| Австралія       | Ярміла Ґайдошова   | 43       | 4     |
| Хорватія        | Петра Мартич       | 66       | 5     |
| Японія          | Моріта Аюмі        | 69       | 6     |
| Австралія       | Єлена Докич        | 74       | 7     |
| Велика Британія | Енн Кеотавонг      | 77       | 8     |

- 1 Рейтинг подано станом на 20 лютого 2012

### Інші учасниці
Нижче наведено учасниць, які отримали вайлд-кард на участь в основній сітці:
- Ярміла Ґайдошова
- Єлена Янкович
- Ольга Пучкова
- Агнешка Радванська

Нижче наведено гравчинь, які пробились в основну сітку через стадію кваліфікації:
- Сє Шувей
- Нудніда Луангам
- Кароліна Плішкова
- Крістина Плішкова

### Знялись
- Петра Мартич (виснаження і судоми)
- Моріта Аюмі (травма правого плеча)
- Агнешка Радванська (травма правого ліктя)

## Учасниці основної сітки в парному розряді

### Сіяні пари
| Країна            | Гравчиня       | Країна            | Гравчиня            | Рейтинг1 | Сіяна |
| ----------------- | -------------- | ----------------- | ------------------- | -------- | ----- |
| Австралія         | Кейсі Деллаква | Австралія         | Ярміла Ґайдошова    | 98       | 1     |
| Хорватія          | Петра Мартич   | Франція           | Крістіна Младенович | 130      | 2     |
| Китайський Тайбей | Чжань Хаоцін   | Японія            | Фудзівара Ріка      | 158      | 3     |
| Японія            | Аояма Сюко     | Китайський Тайбей | Чжань Цзіньвей      | 202      | 4     |

- 1 Рейтинг подано станом на 20 лютого 2012

### Інші учасниці
Нижче наведено пари, які отримали вайлдкард на участь в основній сітці:
- Еліца Костова /  Анна Кремер
- Hsieh Shu-ying /  Сє Шувей

## Переможниці та фіналістки

### Одиночний розряд
- Сє Шувей —  Петра Мартич 2–6, 7–5, 4–1 ret.
- Для Сє це був перший титул за кар'єру.

### Парний розряд
- Чжан Кайчжень /  Чжуан Цзяжун —  Чжань Хаоцін /  Фудзівара Ріка 7–5, 6–4